# Plagiothecium matsumurae
Plagiothecium matsumurae là một loài rêu trong họ Plagiotheciaceae. Loài này được S. Okamura mô tả khoa học đầu tiên năm 1915.
Danh pháp khoa học của loài này chưa được làm sáng tỏ. 